# 廈門燦坤實業
廈門燦坤實業股份有限公司（簡稱：閩燦坤，深交所：200512）是燦坤旗下的公司，主要從事生產家電。廈門燦坤實業在1993年在深圳证券交易所以B股掛牌，股份以港元買賣，成為中國大陸首家外商獨資上市公司。
2012年，中國大陸實行新的退市制度，股價連續20個交易日的每日收盤價低於股票面值﹐便要退市。8月2日，廈門燦坤實業連續18個交易日股價低於每股1元人民幣的面值，因而停牌。